# Liceum Ogólnokształcące im. Stefana Żeromskiego w Żyrardowie
Liceum Ogólnokształcące im. Stefana Żeromskiego w Żyrardowie – najstarsza w Żyrardowie szkoła średnia, założona w 1920 roku. Od 1996 mieści się w budynku przy ulicy Kacperskiej 6a. Szkoła pierwotnie mieściła się w budynku przy Al. Partyzantów 3, gdzie po jej przenosinach znajduje się siedziba Sądu Rejonowego w Żyrardowie.
Uczniowie odnoszą sukcesy na olimpiadach i konkursach przedmiotowych. Szkoła uczestniczy w projekcie Comenius i jest notowana w rankingu Perspektyw.

## Absolwenci
- Ewa Bakalarska[1]
- Aleksandra Ciejek[1]
- Jarosław Gajewski[4]
- Helena Kapełuś[5]
- Włodzimierz Kluciński[6]
- Andrzej Korycki[1]
- Artur Krajewski[4]
- Beata Rusinowska[7]
- Joanna Trzepiecińska[4]
- Dominika Żukowska[1]